# Olly Murs (album)
Olly Murs che prende il titolo dal nome dell'artista, è l'album di debutto del cantante pop britannico Olly Murs, pubblicato il 27 novembre 2010 dalle etichette discografiche Epic e Syco.

## Antefatti e successo commerciale
Murs ha firmato un contratto discografico congiunto tra Epic Records e Syco a febbraio 2010 ed ha iniziato a lavorare con John Shanks e Eg White. In seguito fu confermato che Roy Stride, Trevor Horn, Wayne Hector e Matty Benbrook avrebbero collaborato nella realizzazione dell'album. Altri scrittori e produttori hanno lavorato con Murs in studio, tra cui: Phil Thornalley, Martin Brammer, Samuel Preston, Mark Taylor, Chris Difford e Professor Green (la collaborazione è terminata prima che la registrazione dell'album fosse completata).

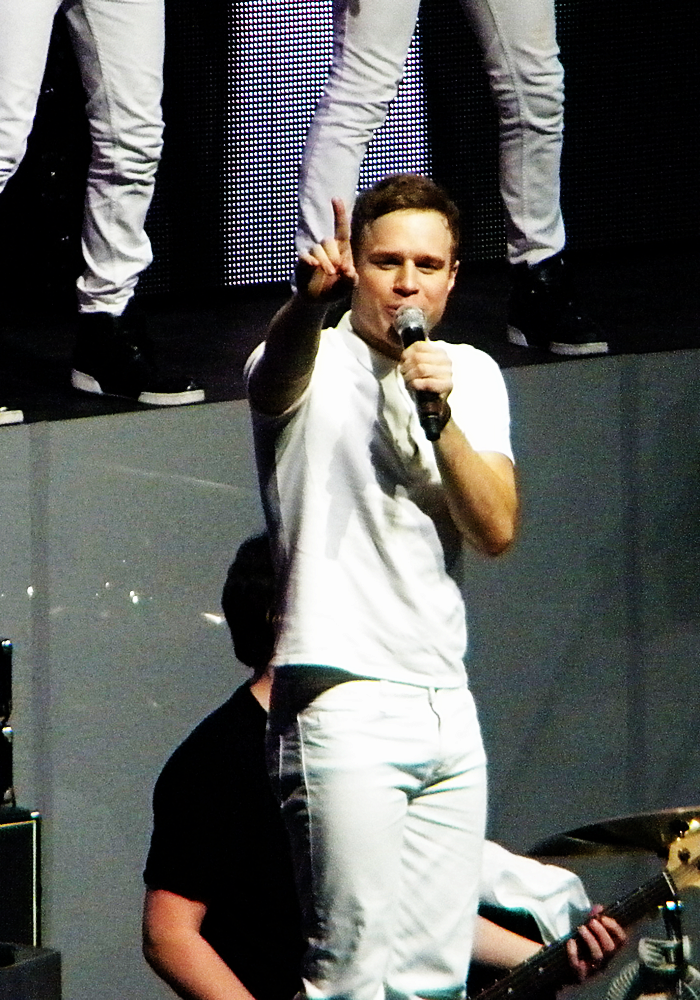
Olly Murs si esibisce dal vivo il 20 marzo 2010 ad The X Factor (Regno Unito) del 2010.

Murs ha detto che il primo singolo dell'album sarebbe stato Please Do not Let Me Go, pubblicato il 27 agosto 2010 e il 5 gennaio 2011 condivise su YouTube il video musicale. La canzone parla di una breve relazione, dove Murs cerca di dimostrare a una ragazza, di provare qualcosa per lei. Murs ha fatto un commento sul brano dicendo: "purtroppo ha continuato a darmi l'impressione che non le piacesse tanto e alla fine non ha funzionato, quindi è da lì che è nata l'idea di cantare Please Do not Let Me Go". il singolo è stato descritto come "un'incantevole canzone dal gusto pop con una sfumatura di reggae e il video musicale è altrettanto piacevole". Quando venne pubblicato il brano, Murs ha detto che non sperava che la canzone arrivasse al primo posto delle classifiche, perché lo stesso giorno Katy Perry pubblicò l'album Teenage Dream. Il 5 settembre 2010, il singolo è entrato nella UK Singles Charts al primo posto superando il brano di Katy Perry. Insieme a Please Do not Let Me Go è stato pubblicato nel lato-B del CD, il brano intitolato This One's for the Girls, anch'esso ha raggiunto la UK Singles Charts, debuttando alla posizione numero 69 ed è stato scritto per tutte le fan femminili di Murs. L'album di debutto Olly Murs che prende il nome dal cantante, è stato pubblicato il 27 novembre 2010 ed l'elenco delle tracce è stato rivelato il 15 ottobre 2010. L'album è entrato nella classifica UK Albums al secondo posto, con il più grande numero di vendite settimanali per un album di debutto nel 2010, con oltre 108 000 copie vendute ed è stato presente anche nella Irish Album Chart, dove è arrivato al posizione numero undici. Il secondo singolo Thinking of Me, ed è stato pubblicato (prima dell'uscita dell'album), il 19 novembre 2010. Murs ha eseguito il singolo per la prima volta nel programma The X Factor UK. Al momento della pubblicazione, il brano è arrivato alla posizione numero quattro nella UK Singles Charts e tredicesimo nella Irish Singles Chart.  Il 13 novembre Murs ha acceso le luci di Natale a Paisley e a Chelmsford, vicino alla sua città natale, nell'Essex. Il Consiglio di Renfrewshire è stato criticato dai media per aver dato £ 15.000 a Murs per partecipare a l'evento, dopo aver annunciato che stavano tagliando 500 posti di lavoro. Murs ha donato il suo intero compenso per la partecipazione a questo evento.
Due altri singoli sono stati estratti dal primo album nel 2011, a marzo Heart on My Sleeve di James Morrison, che arrivò alla posizione numero 20 ed a giugno Busy arrivato alla posizione numero 45. Murs ha completato un tour teatrale per il suo primo album che iniziò il 26 aprile a Rhyl al Pavilion Theatre ed terminò a fine maggio cantando al Hammersmith Apollo di Londra . Ha anche supportato i JLS nel loro tour estivo negli stadi.

## Critica
Ruth Harrison dà la recensione più positiva, dicendo: "Olly ha effettivamente impegnato il suo cervello, messo penna su carta e scritto brani che sono veri con se stesso e il suo suono ... questo album dimostra che Olly è un'artista a pieno titolo." Hermione Hoby di The Guardian ha dato una recensione negativa dell'album , dicendo: " l'album è pieno di applausi liberi, una serie di canzoni incise dal reggae che non sempre valorizzano la voce soul di Murs".

## Tracce[6]
1. Change Is Gonna Come – 3:46 (Olly Murs, Matt Prime, Blair Mackichan)
2. Please Don't Let Me Go – 3:24 (Olly Murs, Claude Kelly, Steve Robson)
3. Thinking of Me – 3:25 (Olly Murs, Steve Robson, Wayne Hector)
4. Busy – 2:58 (Olly Murs, Adam Argyle, Martin Brammer)
5. I Blame Hollywood – 3:08 (Olly Murs, Adam Argyle, Martin Brammer)
6. Ask Me to Stay – 3:33 (Olly Murs, Chris Braide, Chris Difford)
7. Heart on My Sleeve – 3:27 (James Morrison)
8. Hold On – 3:03 (Julian Velard, Jerry Abbott, Grant Black, Paul Williams)
9. Accidental – 3:21 (Olly Murs, Paddy Byrne)
10. Love Shine Down – 4:05 (Olly Murs, Jason Pebworth, George Astasio, Jonathan Shave, Dan Smith)
11. Don't Say Goodbye – 3:35 (Olly Murs, Preston, Mark Taylor)
12. A Million More Years – 3:36 (Olly Murs, Adam Argyle, Martin Brammer)
13. This One's for the Girls – 3:19 (Olly Murs, James Bryan, George Astasio, Jason Pebworth, Jonathan Shave) – (Bonus track per il Giappone)
14. Sophie – 3:56 (Olly Murs, George Astasio, James Bryan, Jason Pebworth, Jonathan Shave)
15. Please Don't Let Me (Video musicale) – 3:34
16. Thinking of Me (Video musicale) – 3:25

Durata totale: 55:35
CD (Sony UK 7765022)

## Classifiche
| Classifica (2013) | Posizione massima |
| ----------------- | ----------------- |
| Irlanda (IRMA)    | 11                |
| Scozia (OCC)      | 3                 |
| Regno Unito (OCC) | 2                 |